# Camille Asperges
Camille Asperges, née le 26 mai 1992 à Narbonne, est une joueuse de handball française  évoluant au poste de pivot.

## Biographie
Après le dépôt de bilan du HBC Nîmes au printemps 2016, elle s'engage avec Chambray, nouveau promu en 1re division pour la saison 2016-2017,.
En 2021, elle annonce la fin de sa carrière après 6 saisons au Chambray Touraine Handball.

## Palmarès

### En sélection
autres
- vice-championne du monde junior en 2012[5]
- 10e place du championnat d'Europe junior en 2011[6]

### En club
- finaliste de la Coupe de la Ligue en 2013 avec le HBC Nîmes
- finaliste de la Coupe de France en 2015 avec HBC Nîmes